# Erik Kindström
Erik Kindström, född 12 juli 1688 i Kisa församling, Östergötlands län, död 25 januari 1760 i Västra Eds församling, Kalmar län, var en svensk präst.

## Biografi
Erik Kindström föddes 1688 i Kisa församling. Han var son till bonden Sven Persson och Anna Nilsdotter på Bollkind. Kindström blev 1715 student vid Uppsala universitet och prästvigdes 11 augusti 1720. Han blev 1726 komminister i Västerviks församling och 1733 kyrkoherde i Västra Eds församling. Kindström avled 1760 i Västra Eds församling.

### Familj
Kindström gifte sig 3 januari 1727 med Rebecka Hargelius (1697–1766), dotter till kyrkoherden Johannes Hargelius i Västerviks församling och Christina Wallerius. De fick tillsammans barnen Anna Kindström (född 1728) som var gift med instrumentmakaren Johan Ahl, Nicolaus Kindström (1731–1736) och Rebecka Kindström (född 1737) som var gift med rådmannen Lars Hiersdorph.